# Софія Гелін
Софія Марґарета Йотшен'єльм Гелін (швед. Sofia Margareta Götschenhjelm Helin; нар., 25 квітня 1972) — шведська акторка театру та кіно, найбільш відома за роллю Саги Нурен у телесеріалі «Міст».

## Життєпис
Софія Гелін народилась 25 квітня 1972 року в Говстат лен Еребру. Її батько був продавцем, а мати — медсестрою. Коли їй було шість років, її брат і бабуся загинули в автокатастрофі. 
Закінчила Лундський університет за фахом «філософія». 
У 1994—1996 навчалась у театральній школі Калле Флюґеле. Шрам на обличчі з'явився після падіння з велосипеда.
Закінчила Стокгольмську театральну академію у 2001 році. 
Живе у Ліндґемі комуна Лінчепінґ. 
Одружена з Даніелем Йотшен'єльмом, священиком та колишнім актором. У них двоє дітей — син Оссіан (нар. 2003) і дочка Ніка (нар. 2009).

## Кар'єра
Знімалася в кількох фільмах, в тому числі в Rånarna, де зіграла головну роль старшої інспекторки Клари. У 2004 році був інший дебют — головна роль Міа в Masjävlar. Саме в цьому фільмі Софія Гелін зробила свій прорив. У 2007 році вона отримала головну роль Сесілії Альготстдоттер у фільмі Арн, адаптації Яна Гійо про Арна Магнуссона. Вона також входить до творців шведського анімаційного фільму Metropia, випущеного в прокат у жовтні 2009 року.
З 2012 року стала більш відомою за межами Швеції в результаті ролі у кримінальній драмі Міст (Bron), в якому вона зіграла головну роль Саги Нурен (Saga Norén), детективки з відділу вбивств поліції Мальме. У Великій Британії стрічка привернула більше мільйона глядачів за епізод.

## Фільмографія
- Rederiet (1997)
- Братство / Tusenbröder (2002)
- Beck – Sista vittnet (2002)
- У точці порожнечі / Rånarna (2003)
- Грабіжники / Ranarna (2003)
- Чотири відтінки коричневого / Fyra nyanser av brunt (2004)
- Селюк / Masjävlar (2004)
- Брати по крові / Blodsbroder (2005)
- Ніна Фриск / Nina Frisk (2007)
- Арн: Лицар-тамплієр / Arn: Tempelriddaren (2007)
- Арн: Королівство в кінці шляху / Arn: Riket vid vagens slut (2008)
- Метропія / Metropia (2009)
- Таємниця Раґнарока / Gåten Ragnarok (2013)
- Міст / Bron — серіал (2011, 2013)
- Сніговик / The Snowman (2017)